# Typhlodromus tamaricis
Typhlodromus tamaricis är en spindeldjursart som först beskrevs av Kolodochka 1982.  Typhlodromus tamaricis ingår i släktet Typhlodromus och familjen Phytoseiidae. Inga underarter finns listade i Catalogue of Life.